# Xandro Meurisse
Xandro Meurisse (Kortrijk, Flandes Occidental, 31 de gener de 1992) és un ciclista belga, professional des del 2015. Actualment corre a l'equip Alpecin-Fenix. En el seu palmarès destaca una victòria d'etapa als Quatre dies de Dunkerque de 2016. i la Volta a Múrcia de 2020.

## Palmarès
- 2013
  - Vencedor d'una etapa a l'Okolo Jižních Čech
- 2014
  - Vencedor d'una etapa al Tríptic de les Ardenes
- 2016
  - Vencedor d'una etapa als Quatre dies de Dunkerque
- 2017
  - 1r al Stadsprijs Geraardsbergen
- 2018
  - 1r a la Druivenkoers Overijse
- 2020
  - 1r a la Volta a Múrcia i vencedor d'una etapa
- 2021
  - 1r al Stadsprijs Geraardsbergen
  - 1r al Giro del Vèneto

### Resultats al Tour de França
- 2019. 21è de la classificació general
- 2021. 29è de la classificació general

### Resultats a la Volta a Espanya
- 2022. 39è de la classificació general